# Мадрапур
Мадрапур (фр. Madrapour) — роман французького письменника Робера Мерля, опублікований у 1976 році видавництвом Éditions du Seuil. Це восьмий роман автора. Твір відзначається філософськими роздумами про сенс життя, свободу волі та природу реальності.

## Сюжет
У романі розповідається про пригоди пасажирів літака, що прямує до вигаданої країни Мадрапур. Стюардеса та п'ятнадцять пасажирів виявляють, що літак безпілотний і керується безпосередньо таємничим Солом. Під час першої частини подорожі двоє індуїстів грабують літак і позбавляють пасажирів їхніх речей. За їхніми вимогами та погрозами вони вночі приземлилися в невідомому та морозному місці. Потім літак знову злітає.

## Персонажі
Оповідач роману — мовознавець Сергій Володимир. Він розмовляє приблизно п'ятнадцятьма мовами і характеризується мавпячою статурою.
У літаку також є господиня, пара індусів, пан Хрестопулос, пан Пако та його зять пан Бушуа, пані Блавацька, пан Караманс, пані Мурзек, пані Бойд і пані Баністер, Роббі, Манцоні, Мішу та пані Едмонд.

## Охоплені теми
Як і кілька інших романів Роберта Мерля, «Мадрапур» розглядає питання протистояння особистості колективу. Герої роману опиняються в ситуації, де їхня свобода волі обмежена. Вони змушені миритися з невідомістю та приймати рішення в умовах повної залежності від зовнішніх сил. Автор зацікавлений в тому, щоб поставити людину в досить екстремальні умови, де розкривається її справжня природа. З іншого боку, у романі розглядаються кілька філософських тем, таких як доля, сенс життя, сенс смерті, наявність чи відсутність Бога та його наслідки. Кілька разів згадується «колесо часу», з якого, здається, ніхто з пасажирів літака не готовий вибратися, окрім двох індусів. Роман змушує читача задуматися про те, що таке реальність, чи є вона об'єктивною, або ж це лише ілюзія, створена нашою свідомістю.

## Видання
- Madrapour, Éditions du Seuil, Париж, 1976, 318 p., ISBN 2-02-004358-0, (БНФ 34557408).
- Перше видання в кишеньковому форматі: Madrapour, Éditions Gallimard, зб. «Folio» n 972, Париж, 1977, 405 p., ISBN 2-07-036972-2, (БНФ 34705937).
- Друге видання в кишеньковому форматі: Madrapour, Éditions du Seuil, зб. «Points — Roman» no 510, Париж, 1992, 340 p., ISBN 2-02-014598-7, (БНФ 35501027).
- Третє видання в кишеньковому форматі: Madrapour, Éditions du Seuil, зб. «Окуляри — Роман» no 589, Париж, 1999, 340 p., ISBN 2-02-033651-0, (БНФ 37006498).

## Переклади
Український переклад книги було опубліковано 2024 року видавництвом Навчальна книга Богдан. Переклад з англійської Петро Таращук. Кількість сторінок: 336, обкладинка тверда, формат: 60х90/ 16 (145х215), вага: 420 г. ISBN 978-966-10-8857-2.